# Cathédrale-basilique Saint-Jean-Baptiste de San Juan
La cathédrale Saint-Jean-Baptiste est une église située dans le quartier du Vieux San Juan de San Juan à Porto Rico, que l’Église catholique fait cathédrale de l’archidiocèse de San Juan de Puerto Rico. Le pape Paul VI l’a faite basilique mineure le 25 janvier 1978,. La Conférence épiscopale portoricaine lui donne le statut de sanctuaire national, dédié à Notre-Dame de la Divine Providence (es). L’église elle-même est dédiée à saint Jean-Baptiste.